# Contiones
Le contiones sono le riunioni, informali, tenute nel periodo repubblicano a Roma nel corso delle quali i magistrati parlavano al popolo e lo stesso potevano fare i cittadini.
Erano una forma diretta di confronto tra cittadini e magistrati, che li interpellavano per verificare l'orientamento del popolo riguardo a determinate proposte o eventualmente per tentare di orientarlo. 
Dovevano essere convocate o da un magistrato o da un sacerdote che riuniva la contio; potevano essere interrotte da un magistrato superiore come per i comizi (tributi, centuriati, curiati). 
Non era necessario trarre gli auspici per convocare i cittadini nelle contiones.